# لوران ويبر
لوران ويبر (بالفرنسية: Laurent Weber)‏ (1 سبتمبر 1972 كولمار فرنسا - ) هو لاعب كرة قدم فرنسي، يلعب كحارس مرمى.

## روابط خارجية
- لوران ويبر على موقع رابطة كرة القدم الفرنسية للمحترفين (الإنجليزية)
- لوران ويبر على موقع قاعدة بيانات كرة القدم.إي يو (الإنجليزية)